# Return (iKON專輯)
《Return》是韓國男子音樂組合iKON繼2015年年末發行《Welcome Back》後時隔兩年再度發行的正規專輯。該專輯共收錄12首歌曲，包含8首新曲，4首此前未在韓國發表的「Special Bonus」歌曲，其中收錄的《Love Scenario》為主打歌，專輯由YG娛樂企劃製作，Genie音樂發行，於2018年1月25日下午6時通過各大數位音樂網站公開線上音源，實體專輯則在1月18日至1月25日公開預售，並定於1月26日以兩種不同版本發售。而通過這張專輯的歌曲《Love Scenario》突破韓國流行音樂近10年來男子團體在音樂網站創下「一位最長時間」的記錄，iKON以此為由在2018年3月5日發行數位單曲《Rubber Band》回饋歌迷的支持。

## 背景及預告
在2017年9月20日下午，YG娛樂代表梁鉉錫無預警在社群網站Instagram上公開了長達10秒左右的音樂錄影帶現場拍攝影像，他還寫道「#iKON #iKON #NEWMV #NOWSHOOTING #新曲#BI反轉魅力新作品#取向狙擊&感性狙擊#YG」，預示著iKON繼2017年5月22日發表《New Kids：Begin》後，即將再次回歸韓國樂壇。而早前，梁鉉錫接受采訪時就曾表示，Bobby發售個人專輯《Love and Fall》後不久iKON也將回歸。但對於正式回歸的日期仍未有確切的消息，在同年12月9日才再度釋出回歸韓國樂壇的資訊，根據韓國媒體OSEN取材結果顯示，iKON正在以2018年1月回歸為目標進行新專輯製作中。與他們合作的海外編舞團隊也透露，iKON目前正在和國內外的工作人員進行積極的交流，為回歸整裝待發。而這項消息在12月22日得到了證實，YG娛樂代表梁鉉錫於個人的社群網站發佈與紛絲的對話截圖，對話中使用「1月份100%」一詞正式發佈了iKON確定會在2018年1月回歸的消息，隨後再度釋出正在剪輯中的新曲音樂錄影帶相關影像。
在公開回歸日期前，所屬經紀公司在2018年1月6日、1月8日分別發佈前導預告影像與導演剪輯版預告片，兩部的預告影片是由最近在影像領域備受矚目的VM Project Architecture擔任導演，而影片中，iKON成員們穿梭在各個空間，並僅由Bobby擔任旁白，在荒蕪、徬徨的畫面說道「有必要執著於一閃而逝、沒有預告就改變的事物嗎?追逐著即將消逝的某些東西，反而會遺失自我吧。閉上眼描繪夢想時、跳舞時，才有活著的感覺。若能感受到剛開始的悸動，就算這輩子重新來過，我也會繼續過著同一天。一切都沒變，只是時間流逝了而已。你、我以及我們，依舊存在。現在，讓這飛機飛向天空，The New Kids Return」等台詞，並宣布將睽違兩年攜第二張正規專輯《Return》，帶來名符其實的「回歸」。同月12日正式通過官方網站發佈回歸日期，他們將作為YG娛樂在2018年第一組回歸歌壇的主人公，於2018年1月25日發行這張專輯。

## 專輯概念
專輯名稱定名為《Return》包含iKON回顧起點、初心的含意，而距離他們發行的首張正規專輯《Welcome Back》已有兩年時間，一如新專輯名稱《Return》，YG娛樂表示這次iKON將吸收兩年來的成長與收穫，帶著初衷展現更為成熟的面貌，並通過此次專輯集中於韓國國內的活動。
再早已公開的相關預告影像中，能查覺到不同於以往的新形象，此次iKON展現的不是以往強烈的嘻哈音樂，而是將焦點鎖定在「感性」上，韓國多家媒體表示，與剛出道時第一次聽《取向狙擊》時相似，同時指出他們的音樂新方向。而《Return》實體專輯的設計圖在1月17日公開，製作概要及構成則在1月18日釋出，在YG娛樂發布的告示中，這張專輯將推出「Red」及「Black」共兩款的發行版本，兩款版本均分別收錄CD、120頁寫真書、1本歌詞本、8張明信片、7款隨機封入1款的照片卡、7款隨機封入1款的自拍照片卡、7款隨機封入1款的圖片膠捲、1張貼紙及1份雙面海報。

## 詞曲
專輯曲目表在2018年1月16日上午10時公開，iKON此次的新專輯共收錄了12首歌曲，包括8首新歌，而另外特別以「Special Bonus」標註的4首歌曲，是出道之前他們曾在生存節目《MIX & MATCH》展現過的《Sinosijak》、《Long Time No See》，以及曾在日本發表過的歌曲《Love Me》、《Just Go》重新錄製成韓語版本收錄於這張專輯中。
在釋出的歌曲目錄中，隊長B.I包攬了全部12首收錄曲的詞曲創作，專輯中也收錄了他的獨唱歌曲，以低音段808 Base和相對應的打擊樂器作為基本元素的《One and Only》，另一名成員Bobby則參與了九首歌曲製作，此外，YG娛樂旗下藝人PSY、Tablo等歌手也通過參與收錄曲創作為iKON助陣。
在過去，YG娛樂一直以來對於旗下大部分歌手的新專輯都定為雙主打曲，然而，儘管此次iKON的新專輯共收錄了12首歌曲，但主打曲僅定為一首，YG娛樂指出，這是為了能更加有效的宣傳，避免分散，而是集中地圍繞主打曲進行活動所採取的策略。而作為《Return》的主打曲，選定為《Love Scenario》，這首歌曲在曲目表公開前已在1月13日於官方網站上揭幕，在釋出的製作資訊中，《Love Scenario》一如既往由B.I與Bobby聯手創作，歌詞由B.I、Bobby攜手詩人Mot Mal共同填詞，B.I同時也參與了作曲。《Love Scenario》以輕快的鋼琴即興演奏重複段和打擊樂器作為主旋律，歌詞則是以「愛了，我們相遇成了無法抹去的記憶，像值得一看的愛情劇大團圓結局一樣就好，愛上你了」等語句，將愛情的開始和結束比喻為「人生的一幕」，而這次的主打歌曲，iKON捨棄以往強烈的嘻哈風格，通過《Love Scenario》帶來與以往截然不同的概念、形象與音樂色彩。
專輯收錄的《Jerk》是一首Urban Pop曲風的歌，前奏中加入清脆的吉他聲。歌詞則講述一個男人付出真心，再怎麼努力也無法避免離別，並甘心做個壞男人。這首歌體現了成員的清亮的嗓音，其中一段「因年輕所以還很笨拙，離別還很難」歌詞表達離別之痛。第5首收錄曲《Best Friend》前奏是使用具有中毒性Vox的樣本組成，自然過渡到節奏感強的第一節歌詞。在歌單介紹中，《Best Friend》大眾化的副歌部分旋律，與感性的歌詞融合，是這首歌曲的魅力。另外，由PSY及其熱門歌曲《江南Style》的製作人柳根亨一同打造的《Everything》則是一首舞曲，它融入了大眾化的旋律和清脆的鋼琴聲，以及眾議院曲風旋律。歌詞和眾議院曲風與副歌陷阱曲風形成對比，給聽眾帶來新鮮的反轉魅力。
由Bobby和嘻哈組合Epik High的隊長Tablo共同填詞的第7首收錄曲《Hug Me》歌詞講述單戀的思念之情。曲子則由B.I聯手Tablo創作，這首歌引入強烈的嘻哈節奏，同時結合抒情的旋律，營造即輕快又微妙的感情，在不同的階段，成員分別展現個性的饒舌和歌唱實力，在歌曲介紹中，《Hug Me》被稱為iKON典型的表白歌。

## 音樂錄影帶

《告示牌》提及的星星陣型舞蹈

主打歌《Love Scenario》預告影像及音樂錄影帶採用新的拍攝手法MCC（動作控制攝像機）進行了拍攝。背景使用充滿懷舊色彩的佈景和道具組合，如同一部話劇般，每個場面由自然連接的鏡頭組成，韓國媒體表示這樣的製作手法為這部影片增添了趣味性。而就像iKON過去公開的音樂錄影帶，《Love Scenario》這部音樂錄影帶也展示了七名成員整齊劃一的舞蹈，並以愛情故事作為背景，與歌詞相互呼應。其中，影片內呈現了一段由上往下拍攝，展示了iKON的星星陣型舞蹈，被美國《告示牌雜誌》指出是這部音樂錄影帶的亮點。

## 宣傳
此次的宣傳模式也不同於以往，在正式發表《Return》前，YG娛樂除了一如先前的宣傳模式，陸續公開專輯、歌曲製作資訊、前導預告影像及完整歌單之外，並首次在專輯發行前公開收錄於《Return》部分歌曲中的其中一段片段，以成員的個人預告影像中呈現，內容包含歌曲的開始和主要旋律，這是iKON先前未有的宣傳方式，體現了YG娛樂求新的作風，同時，經紀公司也在1月19日發佈名為「Konfidential Night」的Naver V App預告海報，宣布將在25日公開全專線上音源的前19個小時，即24日晚間11時，iKON會透過Naver V App進行例行性的回歸直播節目，率先與歌迷進行交流。此次節目名稱使用了「iKON」和「Confidential」的合成詞，將這檔節目以秘密報導的新聞形式進行，在節目中，除了親自介紹新專輯製作、幕後花絮等內容之外，iKON也會親自公佈歌迷見面會的日期。除此之外，他們也將出演韓國音樂放送節目，以1月27日的文化廣播公司旗下節目《Show! 音樂中心》作為在音樂節目的第一場回歸舞台，正式展開《Return》的宣傳行程。

## 評論聲譽
| 評論得分 | 評論得分 |
| 來源     | 評分     |
| -------- | -------- |
| IZM      | 3/5颗星  |

美國《告示牌雜誌》專欄記者塔瑪·赫爾曼對專輯進行了分析評價，他盛讚iKON的新曲「比起過往發表的充滿活力的音樂，這次更加展現出感性與成熟的元素」，並指出《Love Scenario》的音樂錄影帶亮點是從上往下拍攝iKON的星星陣型舞蹈。之後，其亮眼成績讓《告示牌雜誌》為iKON進行獨家採訪，除了介紹他們「今年徹底啟動」，並提及了團隊令人刮目相看的成長和成績，接著指出iKON這次回歸樂壇雖然是散發感性的氛圍，但過去的強烈感依舊如故，讓他們得以通過這次專輯深受全球歌迷的喜愛。《BuzzFeed》的莎拉·韓對於連續13天在韓國國內主要音樂網站掀起「Perfect All-Kill」熱潮的《Love Scenario》進行重點報導，稱這首歌「同時兼具柔和、明朗、輕快的氛圍」，並認為iKON通過正規二輯再次打造熱門歌曲。
韓國媒體則表示此次iKON的第二張專輯在音樂風格上比此前的更加成熟，像是從未成年過渡到成年階段後，開始認真思考愛情，還有失敗的痛苦，他們把這些感受原原本本地寫進了此次專輯當中，為iKON這次呈現的音樂給予了讚揚。
美國時間2月9日，《時代雜誌》的雷薩·布魯諾以「目前在國際性榜單上居高位、或躍上告示牌百大單曲榜指日可待」為依據將iKON列為韓國六大最具代表性偶像團體之一，作為還沒接觸過韓國流行音樂的入門者推薦中便說道《Love Scenario》傑出的音樂技巧及其優異的商業表現，讓他們於2018年在韓國和更廣泛的市場上重返巔峰。

## 商業成績
全專線上音源在2018年1月25日下午6時通過各大數位音樂網站公開，在線上銷售的商業表現，《Return》在發行當天便取得亞美尼亞、汶萊、柬埔寨、哥倫比亞、哥斯大黎加、愛沙尼亞、希臘、香港、印度尼西亞、哈薩克斯坦、馬來西亞、菲律賓、羅馬尼亞、新加坡、臺灣、泰國與土耳其等17個國家與地區的iTunes專輯排行榜冠軍，在美國榜單上則登上第5名的位置，同時在iTunes全球專輯榜及歐洲專輯榜分別位居第5名、第3名。主打歌《Love Scenario》則截至27日已摘得韓國主要音樂網站MelOn、Genie、Olleh、Bugs、Monkey3與Soribada音源排行榜冠軍，並在當天入選Apple Music每週以全球音樂為對象介紹新人氣歌曲的「本週最佳（Best of the Week）」必聽歌曲，新專輯的其他收錄曲也在榜單的上位圈。
一星期後，《Return》在韓國加翁專輯週榜取得第2名。國際的部分，在日本以1500份的銷售量登上Oricon公信榜數位專輯榜第4名，它同時在日本告示牌下載專輯榜和熱門專輯榜分別位列第5名、第23名。在臺灣則以4.39百分比居於五大唱片的日韓專輯榜第3名。主打歌《Love Scenario》綜合當週在韓國的整體成績，以27,265,405指數，位居加翁單曲週榜第12名。
發行後的第二週，《Love Scenario》達到了高峰，它於2月5日實現了在iChart榜單上達成「Perfect All-Kill」的紀錄，同時這首歌曲在最新一週的韓國加翁排行榜各分榜均呈現上升趨勢，其中，在該榜的單曲週榜及串流媒體週榜則榮登冠軍。而截至3月6日，《Love Scenario》已連續41天佔據韓國音樂網站排行榜一位，這是近10年來男子團體中誕生的「一位最長時間」的記錄，另外以韓國最大型音源網站MelOn為基準，連續18日占據一位是繼2015年5月BIGBANG發表的歌曲《Loser》後的首次，成為iKON最熱門的歌曲。

## 曲目
| Return（主打曲以粗體顯示） | Return（主打曲以粗體顯示）      | Return（主打曲以粗體顯示） | Return（主打曲以粗體顯示）   | Return（主打曲以粗體顯示） | Return（主打曲以粗體顯示） |
| 曲序                       | 曲目                            |                            | 作曲                         | 编曲                       | 时长                       |
| -------------------------- | ------------------------------- | -------------------------- | ---------------------------- | -------------------------- | -------------------------- |
| 1.                         | Love Scenario（사랑을 했다）    | B.I Bobby Mot Mal（못말）  | B.I Millennium（崔來星） 승  | Millennium（崔來星）       | 3:29                       |
| 2.                         | Beautiful                       | B.I Bobby 泰迪             | Choice37 B.I 泰迪            | Choice37 泰迪              | 3:15                       |
| 3.                         | One and Only（돗대）（B.I獨唱） | B.I                        | Choice37 B.I                 | Choice37                   | 3:26                       |
| 4.                         | Jerk（나쁜놈）                  | B.I Bobby                  | B.I 姜旭鎮（강욱진）         | 姜旭鎮（강욱진）           | 3:43                       |
| 5.                         | Best Friend                     | B.I 李正賢（이정현）             | Future Bounce Bekuh BOOM B.I | Future Bounce              | 3:50                       |
| 6.                         | Everything                      | B.I Bobby PSY              | PSY 柳根亨（） B.I           | PSY 柳根亨（）             | 3:34                       |
| 7.                         | Hug Me（안아보자）              | B.I Bobby                  | B.I Tablo                    | Tablo                      | 3:36                       |
| 8.                         | Don't Forget（잊지마요）        | B.I Bobby 金俊（김준）         | B.I 姜旭鎮（） Diggy         | 姜旭鎮（） Diggy           | 4:13                       |

| Special Bonus Tracks | Special Bonus Tracks             | Special Bonus Tracks | Special Bonus Tracks         | Special Bonus Tracks | Special Bonus Tracks |
| 曲序                 | 曲目                             |                      | 作曲                         | 编曲                 | 时长                 |
| -------------------- | -------------------------------- | -------------------- | ---------------------------- | -------------------- | -------------------- |
| 9.                   | Sinosijak（시노시작）            | B.I Bobby            | B.I 姜旭鎮（）               | 姜旭鎮（）           | 3:08                 |
| 10.                  | Love Me（나를 사랑하지 않나요?） | B.I Bobby Kush       | Choice37 B.I Kush 具俊會（구준회） | Choice37             | 3:28                 |
| 11.                  | Just Go                          | B.I                  | B.I 姜旭鎮（） 咸勝天（함승천）    | 姜旭鎮（）           | 3:36                 |
| 12.                  | Long Time No See                 | B.I Bobby            | B.I Choice37 Lydia 太陽      | Choice37             | 3:26                 |